# Meriones
Meriones (Illiger, 1811) è un genere di roditori della famiglia dei Muridi comunemente noti come merioni.

## Descrizione

### Dimensioni
Al genere Meriones appartengono roditori di piccole dimensioni, con lunghezza della testa e del corpo tra 90 e 200 mm, la lunghezza della coda tra 85 e 190 mm e un peso fino a 250 g.

### Caratteristiche craniche e dentarie
Il cranio presenta delle creste sopra-orbitali ben sviluppate. Sono presenti 2 paia di fori palatali, dei quali i 2 posteriori sono relativamente corti. La bolla timpanica varia all'interno del genere da relativamente piccola a notevolmente rigonfia. Gli incisivi superiori sono attraversati da un solco longitudinale. I denti masticatori sono ipsodonti, ovvero con una corona alta e privi di cuspidi.
Sono caratterizzati dalla seguente formula dentaria:

### Aspetto
Il corpo è simile a quello di un piccolo topo con una testa robusta e le orecchie relativamente grandi e rotonde. La pelliccia è generalmente molto soffice eccetto che in M.rex e M.hurrianae dove è corta e ruvida. I piedi sono lunghi e stretti, con le dita di proporzioni normali. La pianta dei piedi è normalmente ricoperta di peli, sebbene in alcune specie il tallone ne sia privo. Nel sottogenere Parameriones invece la pianta è praticamente nuda.  La coda può variare in lunghezza, è ricoperta densamente di peli e solitamente termina con un ciuffo.

## Distribuzione e habitat
Questo genere è diffuso nelle zone desertiche e semi-desertiche dell'Africa settentrionale, orientale e dell'Asia fino alla Cina centro-settentrionale.
Il merione mongolo è divenuto un popolare animale da compagnia.

## Tassonomia
Il genere comprende 17 specie:
- - La pianta dei piedi è ricoperta di peli.
  - - La bolla timpanica è piccola.
    - Sottogenere Meriones
      - Meriones tamariscinus

    - Sottogenere Cheliones - Gli artigli delle zampe anteriori sono notevolmente sviluppati.
      - Meriones hurrianae

  - - La bolla timpanica è grande.
    - Sottogenere Pallasiomys
      - Meriones arimalius
      - Meriones chengi
      - Meriones crassus
      - Meriones dahli
      - Meriones grandis
      - Meriones libycus
      - Meriones meridianus
      - Meriones sacramenti
      - Meriones shawi
      - Meriones tristrami
      - Meriones unguiculatus
      - Meriones vinogradovi
      - Meriones zarudnyi
- - La pianta dei piedi è priva di peli.
  - Sottogenere Parameriones
    - Meriones persicus
    - Meriones rex